# Гончаренко Іван Іванович (майстер кераміки)
Іван Іванович Гончаре́нко (22 серпня 1911, Славгород — 22 січня 1993, Одеса) — український майстер художньої кераміки; член Спілки радянських художників України з 1959 року. Чоловік художниці Діни Клювгант.

## Біографія
Народився 22 серпня 1911 року в селі Славгороді (нині Сумський район Сумської області, Україна). 1936 року закінчив Одеський художній інститут, де навчався у Олексія Шовкуненка, Михайла Жука, Олександра Постеля, Григорія Теннера, Юлія Бершадського. Член ВКП(б) з 1939 року.
Протягом 1938—1950 років працював художником Первомайського фарфорового заводу у селищі Пісочному Ярославської області; у 1951—1955 роках — Конаковського і у 1956—1958 роках — Будянського фаянсових заводів. З 1958 року викладав в Одеському художньому училищі. Мешкав в Одесі в будинку на вулиці Чичеріна № 119, квартира № 13. Помер в Одесі 22 січня 1993 року.

## Творчість
Працював у галузі декоративного мистецтва (художня кераміка). Серед робіт:
- керамічні, фарфорові та фаянсові столові і чайні сервізи («Стебла і листя», 1952);
- декоративні вази: «800-річчя Москви» (1947), «Букет синіх квітів» (1952), «Тарас Шевченко» (фарфор, 1961); «Соняшники» (майоліка, 1964), «Українська» (1968);
- сувеніри, намисто;
- пласт «Тарас Шевченко» (шамот, 1964);
- набір для пиття «Український орнамент» (1970);
- декоративні блюда: «Марічка» (1967), «Павич» (1970), «Птах», «Рибка», «Квітка», «Зайчик» (1974).

Переважна частина робіт виконана спільно з дружиною.
Брав участь у всеукраїнських мистецьких виставках з 1937 року, всесоюзних та закордонних — з 1938 року.